# نوبنیاد گنبدلی
نوبنیاد، یا نوبنیاد گنبدلی یا گنبدلی نو روستایی از توابع بخش مرکزی شهرستان سرخس در استان خراسان رضوی ایران است.

## جمعیت
این روستا در دهستان خانگیران قرار دارد و براساس سرشماری مرکز آمار ایران در سال ۱۳۹۰، جمعیت آن ۵۵۹ نفر (۱۵۹ خانوار) بوده است.
ساکنین اصلی نوبنیاد را طایفه علی میرزایی که علاوه بر کار در شرکت پالایش گاز شهید هاشمی نژاد خانگیران سرخس ، شرکت نفت مرکزی خانگیران به صورت رسمی و پیمانکاری سابقه شبانی در دامداری نیز دارند را تشکیل می‌دهند. علی میرزایی‌ها مردمانی هستند که از زاوه یا همان تربت حیدریه امروزی و در زمان رضاشاه به سرخس کوچ کرده‌اند.این طایفه فارس زبانند و گویش خاصی دارند. این طایفه به جز، نوبنیاد در اسلام قلعه ، چشمه شور و الله نظر نیز ساکن هستند.

## اقتصاد
اطراف این روستا مکان مناسب برای چرای دام‌ها می‌باشد شغل مردم این روستا دامداری و کشاورزی گندم و جو به صورت دیم می‌باشد.